# Ottokar Schiewek
Ottokar Schiewek (* 19. März 1837 in Fraustadt, Landkreis Fraustadt, Provinz Posen; † 12. Oktober 1901) war ein deutscher Oberlehrer.
Schiewek besuchte die Gymnasien zu Lissa und Glogau und studierte von 1859 bis 1863 in Breslau Naturwissenschaften. Nach mehrjähriger Tätigkeit in Wien promovierte er 1867 in Breslau mit einer Abhandlung über Pflanzenverbänderung, leitete dann eine landwirtschaftliche Versuchsstation in Oberschlesien und absolvierte im Winter 1869 das Examen pro facultate docendi.
Seit Ostern 1870 erteilte er an der Realschule zu Sprottau den chemischen und naturgeschichtlichen Unterricht in den oberen Klassen und verwaltete das Ordinariat der Sexta. Später ging er an die höhere Bürgerschule I in Breslau.

## Schriften in Auswahl
- Über Pflanzen-Verbänderung: eine physiologisch-botanische Abhandlung. Verlag wohl nicht ermittelbar, 1867.
- Über den chemischen Unterricht an unserer Realschule: eine Skizze. Wildner, 1873, 10 Seiten.
- Über Saké, das Nationalgetränk der Japaner, und die bei seiner Bereitung wirksamen Pilze. 1897, 18 Seiten.